# Kookaburra
Dacelo là một chi chim trong họ Alcedinidae.
Đây là các loài bản địa Úc và New Guinea, có chiều dài từ 28–42 cm (11–17 in). Chúng có tiếng kêu thành chuỗi nghe như tiếng cười.
Chúng được tìm thấy trong các môi trường sống khác nhau, từ rừng ẩm đến sa mạc khô cằn, cũng như ở các khu vực ngoại thành với cây cao hoặc gần dòng nước chảy. Mặc dù chúng thuộc về nhóm lớn hơn được gọi là "kingfishers", kookaburras không liên kết chặt chẽ với nước. 

## Hình ảnh

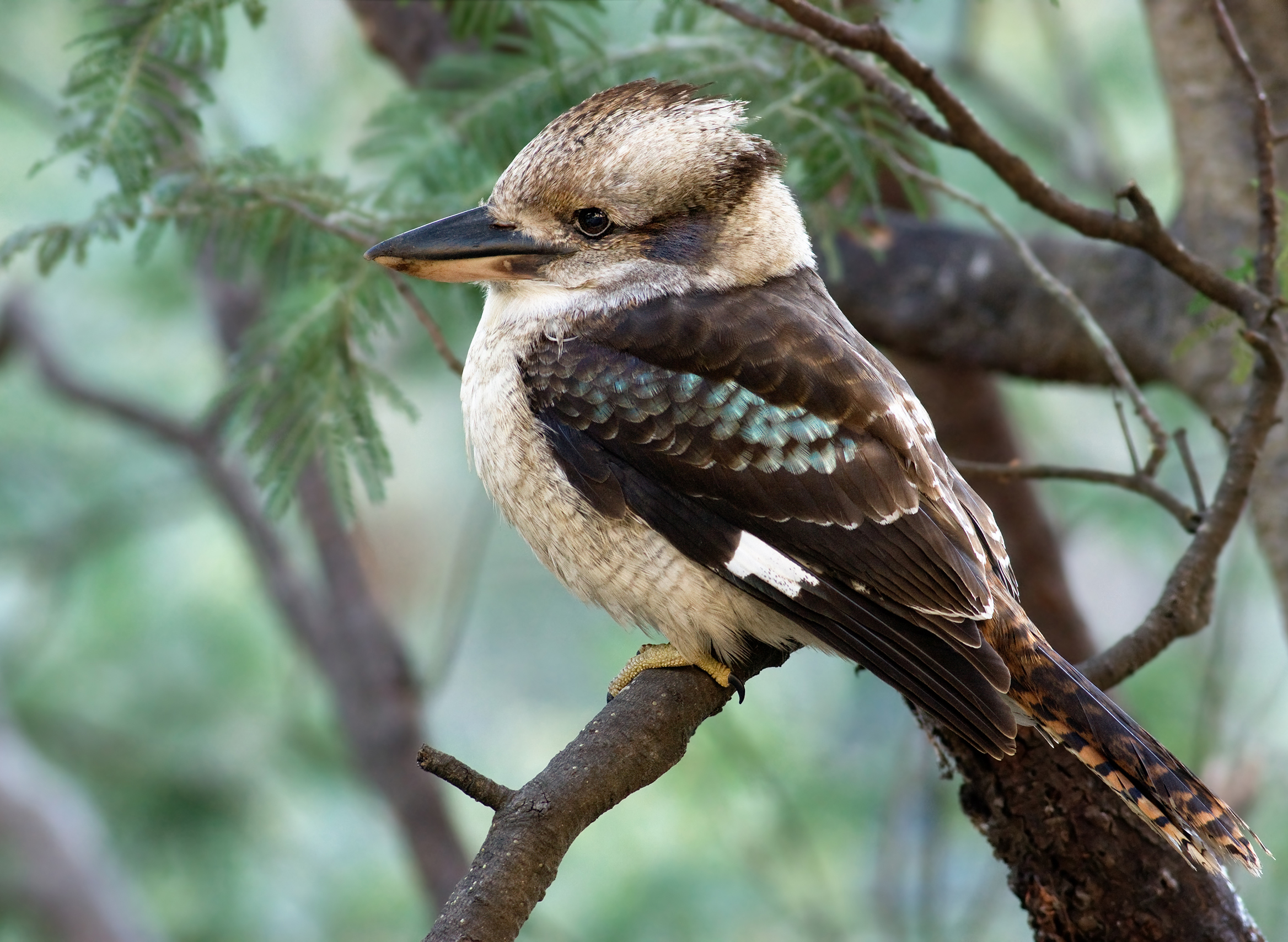
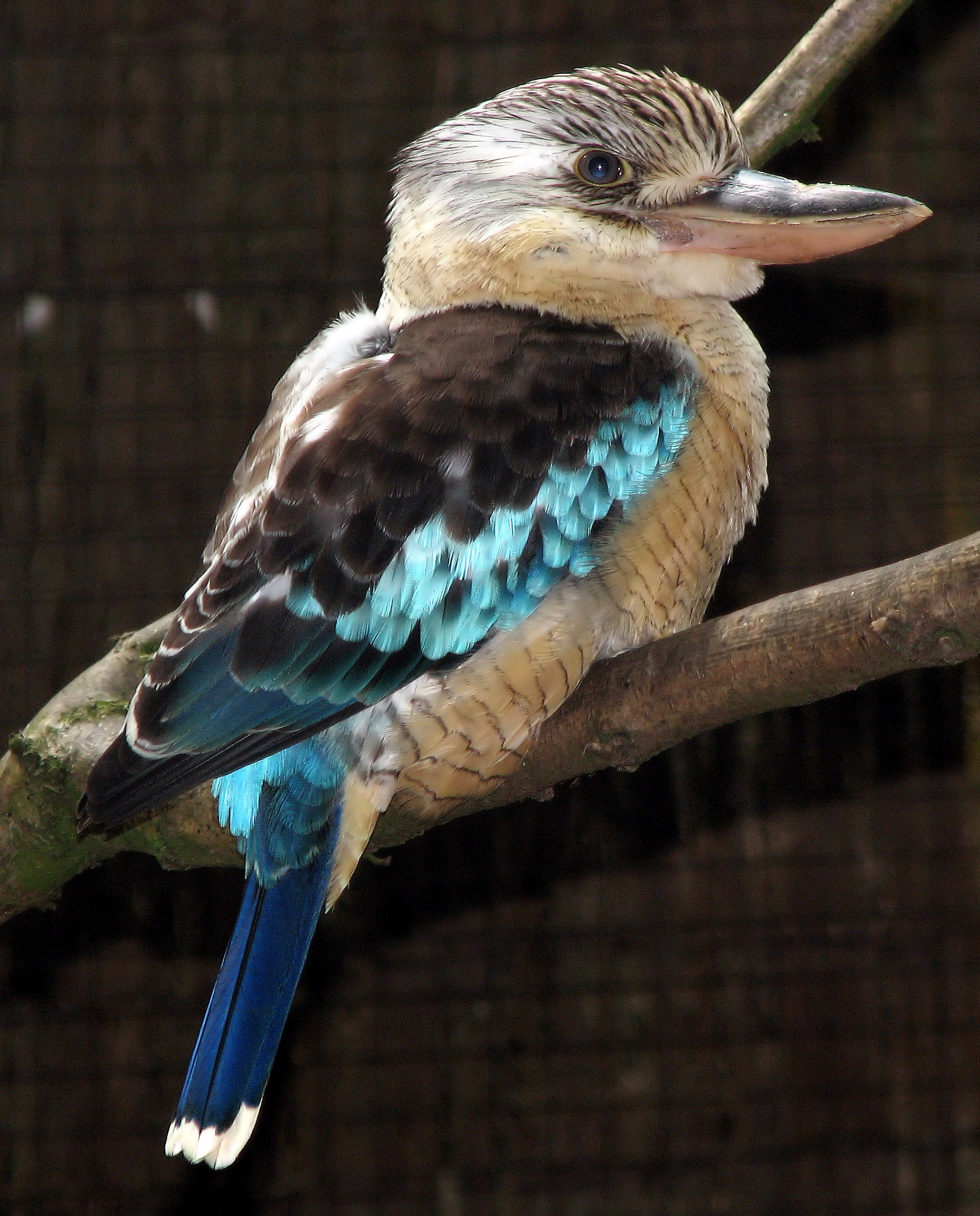
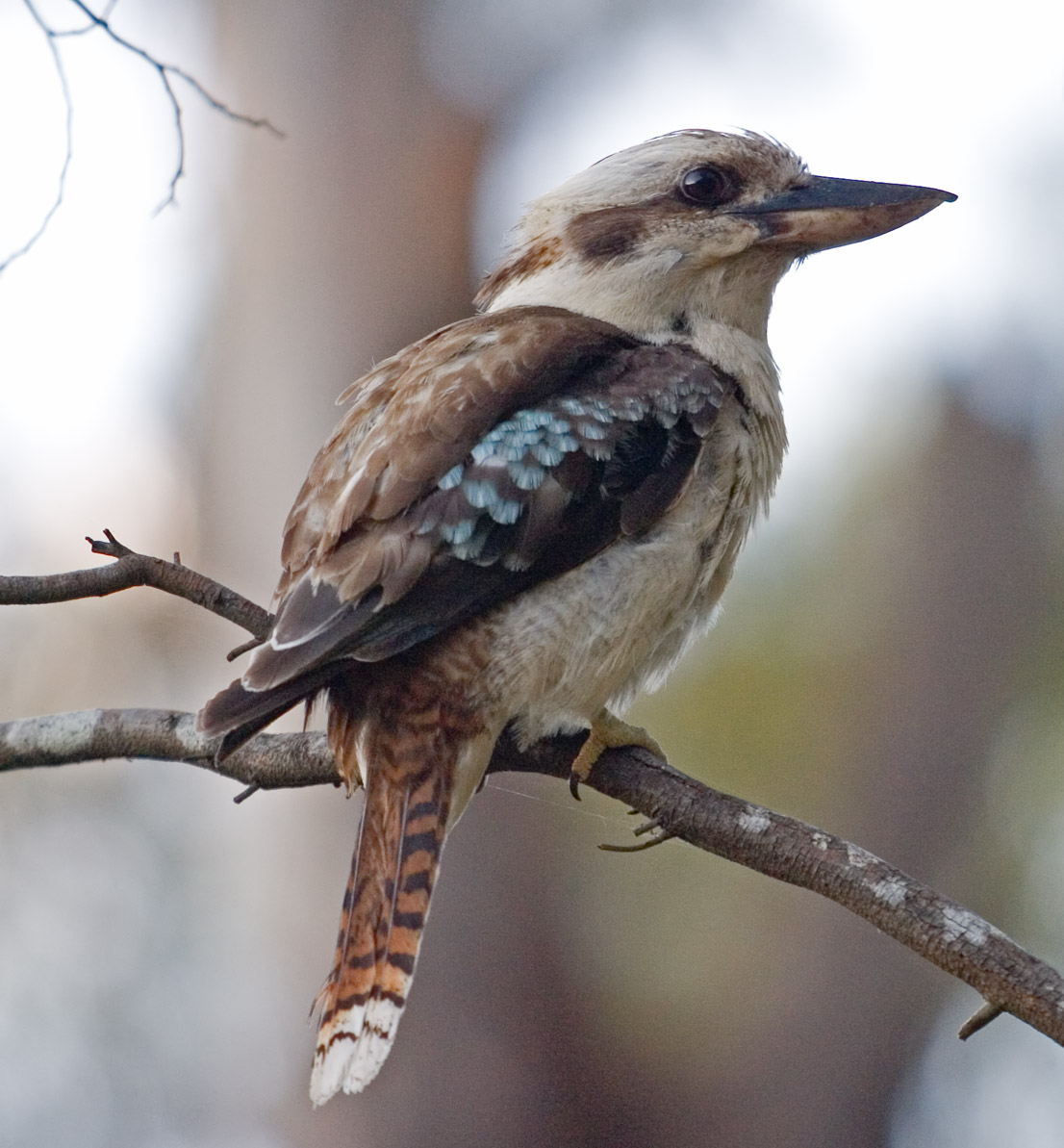
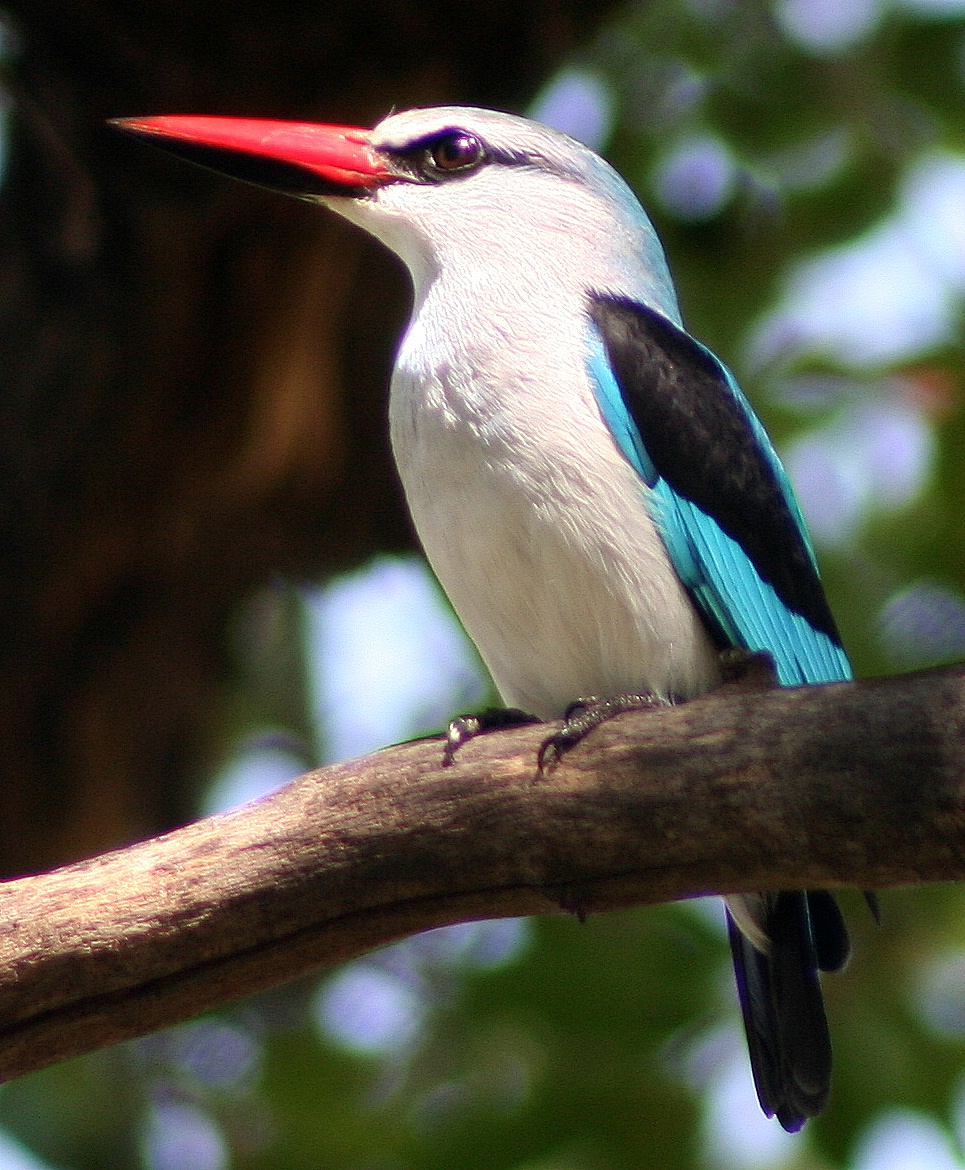
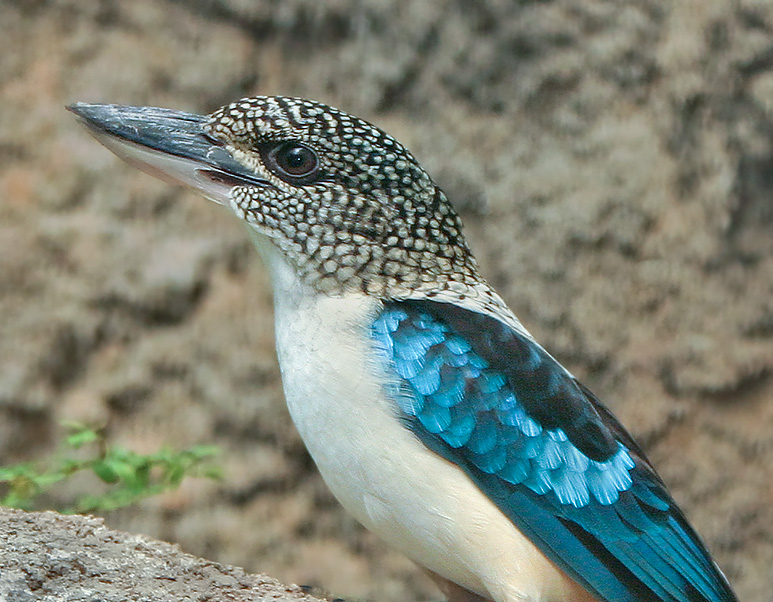